# Эурснес, Фредрик
Фредрик Эурснес (норв. Fredrik Aursnes; род. 10 декабря 1995, Харэйд, Мёре-ог-Ромсдал) — норвежский футболист, полузащитник португальского клуба «Бенфика» и сборной Норвегии.

## Клубная карьера
Эурснес — воспитанник клуба «Харэйд» из своего родного города. В 2012 году Фредрик перешёл в «Хёдд», где и начал профессиональную карьеру. 22 апреля 2012 года в матче против «Будё-Глимт» он дебютировал в Первом дивизионе Норвегии. В своём дебютном сезоне Эурснес помог клубу выиграть Кубок Норвегии. 28 апреля 2013 года в поединке против «Стабека» Фредрик забил свой первый гол за «Хёдд». В начале 2016 года Эурснес перешёл в «Молде». 13 марта в матче против «Тромсё» он дебютировал в Типпелиге. В этом же поединке Фредрик забил свой первый гол за «Молде».
Летом 2022 года Эурснес перешёл в лиссабонскую «Бенфику», подписав контракт на 5 лет. Сумма трансфера составила 15 млн. евро. 27 августа в матче против «Боавишты» он дебютировал в Сангриш лиге. 21 января 2023 года в поединке против «Санта-Клары» Фредрик забил свой первый гол за «Бенфику». В своём дебютном сезоне он стал чемпионом Португалии.

## Статистика

### Матчи Эурснеса за сборную Норвегии
| Матчи Эурснеса за сборную Норвегии | Матчи Эурснеса за сборную Норвегии | Матчи Эурснеса за сборную Норвегии | Матчи Эурснеса за сборную Норвегии | Матчи Эурснеса за сборную Норвегии | Матчи Эурснеса за сборную Норвегии |
| ---------------------------------- | ---------------------------------- | ---------------------------------- | ---------------------------------- | ---------------------------------- | ---------------------------------- |
| №                                  | Дата                               | Соперник                           | Счёт                               | Голы Эурснеса                      | Соревнование                       |
| 1                                  | 6 июня 2021                        | Греция                             | 1:2                                | —                                  | Товарищеский матч                  |
| 2                                  | 7 сентября 2021                    | Гибралтар                          | 5:1                                | —                                  | Чемпионат мира 2022 (отбор)        |
| 3                                  | 8 октября 2021                     | Турция                             | 1:1                                | —                                  | Чемпионат мира 2022 (отбор)        |
| 4                                  | 11 октября 2021                    | Черногория                         | 2:0                                | —                                  | Чемпионат мира 2022 (отбор)        |
| 5                                  | 25 марта 2022                      | Словакия                           | 2:0                                | —                                  | Товарищеский матч                  |
| 6                                  | 29 марта 2022                      | Армения                            | 9:0                                | —                                  | Товарищеский матч                  |
| 7                                  | 2 июня 2022                        | Сербия                             | 1:0                                | —                                  | Лига наций УЕФА 2022/2023          |
| 8                                  | 9 июня 2022                        | Словения                           | 0:0                                | —                                  | Лига наций УЕФА 2022/2023          |
| 9                                  | 24 сентября 2022                   | Словения                           | 1:2                                | —                                  | Лига наций УЕФА 2022/2023          |
| 10                                 | 27 сентября 2022                   | Сербия                             | 0:2                                | —                                  | Лига наций УЕФА 2022/2023          |
| 11                                 | 25 марта 2023                      | Испания                            | 0:3                                | —                                  | Чемпионат Европы 2024 (отбор)      |
| 12                                 | 28 марта 2023                      | Грузия                             | 1:1                                | —                                  | Чемпионат Европы 2024 (отбор)      |
| 13                                 | 17 июня 2023                       | Шотландия                          | 1:2                                | —                                  | Чемпионат Европы 2024 (отбор)      |
| 14                                 | 20 июня 2023                       | Кипр                               | 3:1                                | —                                  | Чемпионат Европы 2024 (отбор)      |
| 15                                 | 7 сентября 2023                    | Иордания                           | 6:0                                | —                                  | Товарищеский матч                  |
| 16                                 | 12 сентября 2023                   | Грузия                             | 2:1                                | —                                  | Чемпионат Европы 2024 (отбор)      |
| 17                                 | 12 октября 2023                    | Кипр                               | 4:0                                | 1                                  | Чемпионат Европы 2024 (отбор)      |
| 18                                 | 15 октября 2023                    | Испания                            | 0:1                                | —                                  | Чемпионат Европы 2024 (отбор)      |
| 19                                 | 16 ноября 2023                     | Фарерские острова                  | 2:0                                | —                                  | Товарищеский матч                  |
| 20                                 | 19 ноября 2023                     | Шотландия                          | 3:3                                | —                                  | Чемпионат Европы 2024 (отбор)      |

Итого: 20 матчей / 1 гол; 10 побед, 4 ничьи, 6 поражений.

## Достижения

### Клубные
«Хёдд»
- Обладатель Кубка Норвегии: 2012

«Молде»
- Чемпион Норвегии: 2019

«Бенфика»
- Чемпион Португалии: 2022/23
- Обладатель Суперкубка Португалии: 2023